# Transamerica Japan
Transamerica Japan（トランスアメリカ・ジャパン）とはポルトガル語・日本語・英語を用いたラテン系インターネットラジオ放送。

## 概要
- 運営主体 - トランスアメリカインターナショナル放送株式会社
- 愛称 - Transamerica Japan
- プロジェクト開始 - 2005年7月18日　- 日本国内に在住の30万人の日系ブラジル人に向けて、インターネット放送をスタートした。
- 放送開始 - 2005年9月1日
- エフエム放送時間 - 24時間放送　名古屋 76.5MHz
- ブラジルで全国規模の展開を行うRadio Transamerica (Rede Transamerica)とのライセンス締結を受け日本での放送を開始。
- 放送範囲 - 愛知県名古屋市を中心とした地域
- かつては、モバHO!（359ch）を通じて全国で聴取可能だった。

上記のほか東海、北関東エリアのFMを使っての週1回のレギュラー番組も行う。

## 沿革
- 2005年（平成17年）
  - ブラジルで全国ネットのラジオ放送を行うRadio Transamerica（Rede Transamerica）との間でライセンス契約を交わす。
  - 9月 - 愛知県名古屋市にあるFM DANVOを通じての放送を開始。
- 2006年（平成18年）
  - 3月 - 中日新聞社とニュース配信の契約を締結
  - 4月 - 愛知県岡崎市のFMおかざきと群馬県太田市のFM TAROでParada Obrigatoria（ブラジリアン・チャート番組）を開始。試験的に中日新聞ニュースのポルトガル語放送をスタート。
  - 5月 - 岐阜県可児市のFMでんでんでParada Obrigatoria（ブラジリアン・チャート番組）を開始。
  - 7月 - 名古屋中エフエムラヂオ放送と包括的な業務提携。愛称をFM DANVOからTransamerica Internationalに変更。Parada Obrigatoria（ブラジリアン・チャート番組）をTransa Hot 20に変更。岐阜県岐阜市のFMわっちでTransa Hot 20（ブラジリアン・チャート番組）を開始。
- 2007年（平成19年）10月 - 外務省日本ブラジル交流年実行委員会幹事就任 （名誉会長：皇太子徳仁親王／会長：麻生太郎）。
- 2008年（平成20年）
  - 4月 - 日本ブラジル交流年・日本人ブラジル移住100周年記念式典及びレセプションに参加[1]。代表者が式典に出席し、天皇皇后夫妻、徳仁皇太子、麻生太郎首相、河村官房長官と面会する。
  - 8月 - にっぽんど真ん中祭りに際し、トランスアメリカ日伯交流チームWITH石浜西小学校を結成。
  - 9月 -
    - 愛知県主催（東海テレビ放送）愛知ブラジル交流フェスタ共催メディア。
    - 日本ブラジル交流年記念D1ストリートリーガル・モータースポーツイベント主催。
    - 日本ブラジル交流年公式オフィシャルCD「Radio Transamerica Internacional」リリース。
    - エフエムインターウェーブとの番組提携を開始。
- 2009年（平成21年）7月17日 - 株主総会で会社解散を決定。その後放送免許を返上し、ラジオ放送を終了。現在は主に東京からインターネットラジオ放送を行っている。

## 放送内容
- 音楽主体。2006年4月からは21:00-01:00の放送では試験的に中日新聞ニュースをポルトガル語放送していた。

### 主な番組
- Transa Hot 20（ブラジリアン・チャート）

Transamerica Japanが制作し各地のFM局へネット